# Епархия Крукстона

Герб епархии Крукстона

Епархия Крукстона (лат. Dioecesis Crookstoniensis) — епархия Римско-Католической церкви с центром в городе Крукстон, штат Миннесота, США. Епархия Крукстона входит в митрополию Сент-Пола и Миннеаполиса. Кафедральным собором епархии Крукстона является Собор Непорочного Зачатия Пресвятой Девы Марии.

## История
31 декабря 1909 Святой Престол учредил епархию Крукстона, выделив её из епархии Сент-Пола (сегодня — Архиепархия Сент-Пола и Миннеаполиса).

## Ординарии епархии
- епископ Тимоти Джордж Корбетт[англ.] (09.04.1910 — 25.06.1938)
- епископ Джон Хьюберт Пешгес[англ.] (30.08.1938 — 30.10.1944)
- епископ Фрэнсис Джозеф Шенк[англ.] (10.03.1945 — 27.01.1960) — назначен епископом Дулута
- епископ Лоуренс Александр Гленн[англ.] (27.01.1960 — 24.07.1970)
- епископ Кеннет Джозеф Повиш[англ.] (28.07.1970 — 08.10.1975) — назначен епископом Лансинга
- епископ Виктор Герман Балк[англ.] (07.07.1976 — 28.09.2007)
- епископ Майкл Джозеф Хиппнер[англ.] (28.09.2007 — 13.04.2021)
- епископ Эндрю Хармон Коззенс[англ.] (с 18.10.2021)

## Источник
- Annuario Pontificio, Libreria Editrice Vaticana, Città del Vaticano, 2003, ISBN 88-209-7422-3